# Многоствольная компоновка

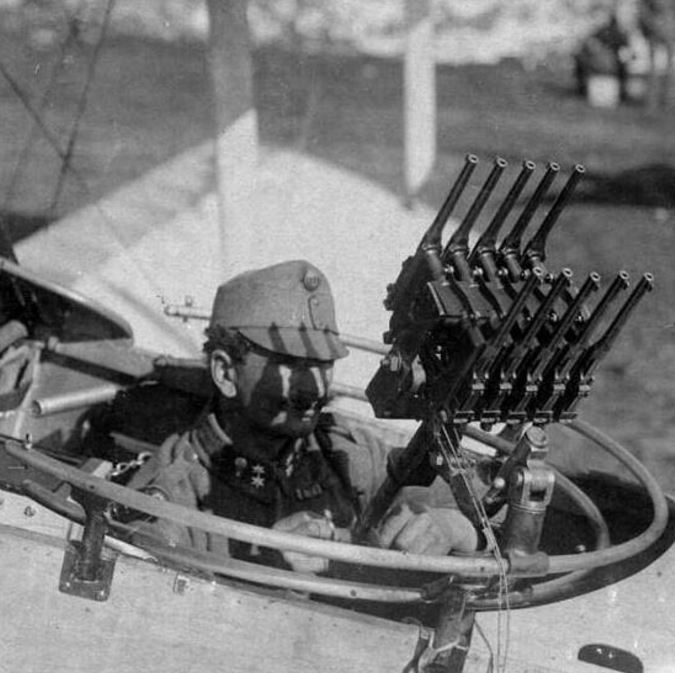
Многоствольная компоновка пистолетов C96, установленных в кабине австро-венгерского аэроплана.

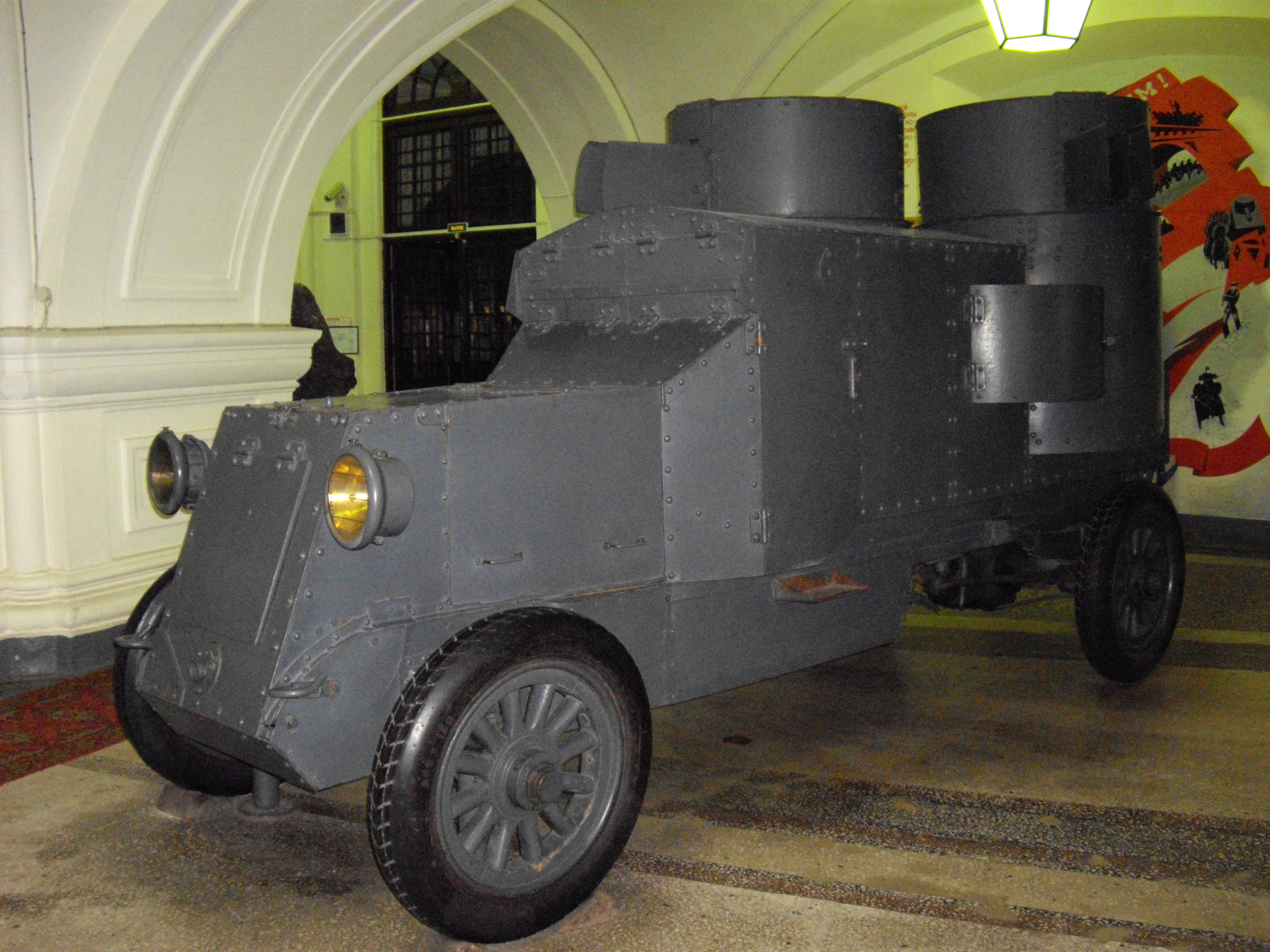
Бронеавтомобиль Остин-Путиловец в музее ВИМАИВВС. 2010 год.

Идея сочетания огневой мощи крейсера с маневренными возможностями сухопутной боевой машины находила своё выражение в попытках компоновки двух и более стволов в одной вращающейся башне

Многоствольная компоновка — разновидность компоновочной схемы вооружения и военной техники (в том числе и бронетехники), при которой основное вооружение единицы вооружения и военной техники включает в себя более одного ствола (например двустволка) или изделия (пистолета, пулемёта, пушки, орудия, танковой пушки или миномёта), либо одну или несколько многоствольных артсистем (не считая дополнительного ствольного вооружения, такого как пулемёты различного типа или устанавливаемые снаружи безоткатные орудия). 
В силу ряда причин исторического, технического и технологического характера, многоствольная компоновка (спаренная, строенная, счетверённая и так далее) применяется, главным образом, при создании самоходных средств противовоздушной обороны зенитных самоходных установок и пушечно-ракетных комплексов, для которых она является традиционной с момента их появления, и практически не востребована при создании современных танков и самоходных артиллерийских установок, где за исключением ряда опытных прототипов и некоторых образцов, принятых на вооружение армий отдельных государств, она не была массово реализована в металле. Ввиду своей необычности в сравнении с конвенциональной бронетехникой, многоствольная компоновка стала весьма популярной среди разработчиков компьютерных игр и авторов разнообразных художественных произведений литературы и кинематографа в жанре альтернативной истории и боевой фантастики.

## История

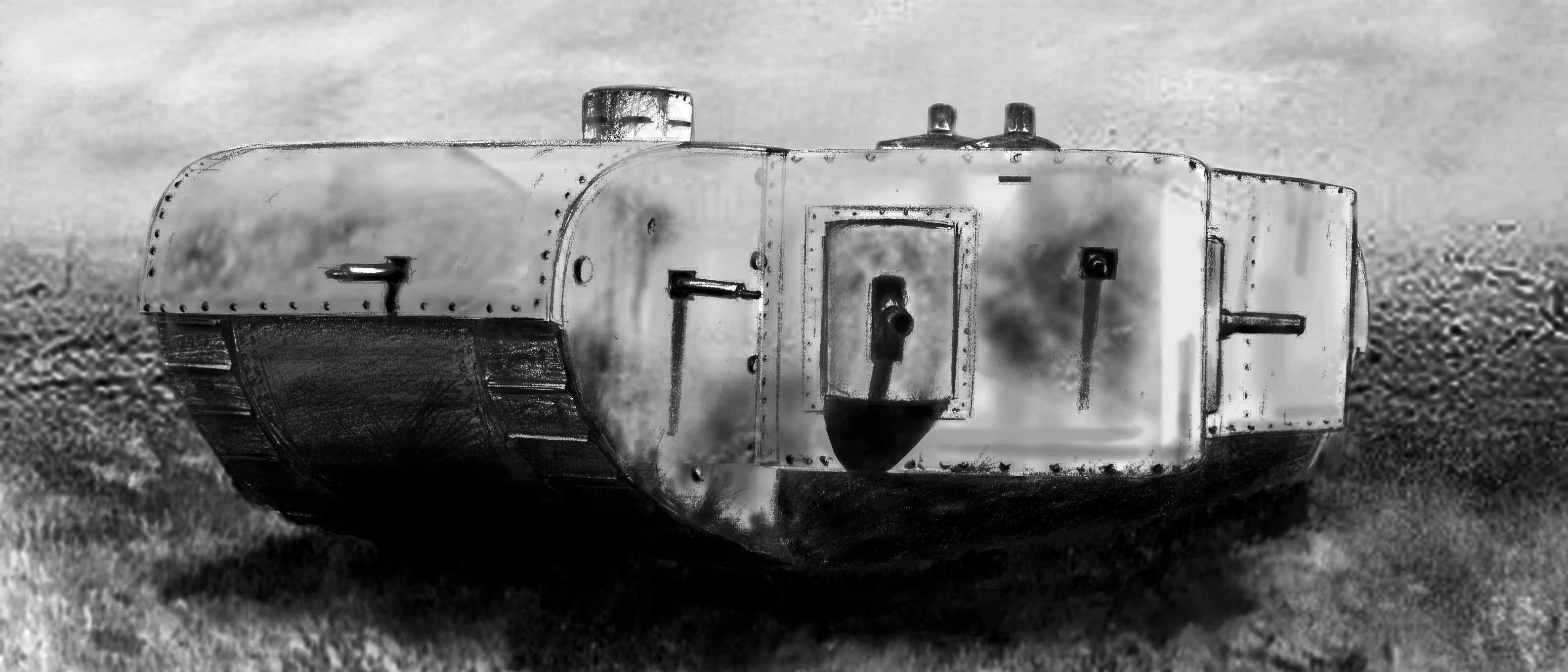
Среди первых танков встречались образцы с двумя, тремя, четырьмя и более пушками на борту, разнонаправленное расположение которых, однако, не позволяло вести сосредоточенный огонь по целям

В военном деле для повышения ударной силы и огневой мощи формирований, а позднее вооружения и военной техники применяли увеличение количества личного состава формирования (больше стрелков) или создание новых типов и видов вооружений. Так в артиллерии были реализованы различные конструкции многоствольных орудий, например пищали сороковые («сорока»), двухстволка и так далее. Позже многие конструкторы применяли соединение различных видов и типов вооружений для повышения их ударной силы и огневой мощи.
Первые танки нередко несли на борту по нескольку пушек для повышения своей огневой мощи, а также в силу того обстоятельства, что амбразуры в лобовой части бронированного корпуса танка имели ограниченный сектор обстрела и не позволяли вести огонь по целям, находящимся сбоку и сзади относительно направления движения танка. С появлением вращающейся башни эта проблема не была устранена сразу, так как первые танковые башни были рассчитаны, главным образом, под установку пулемётов, и не позволяли установку вооружения достаточного по калибру и мощности используемого боеприпаса тому, которое монтировалось в амбразурах, расположенных в лобовой и кормовой части корпуса, а также по бортам. Кроме того, на начальном этапе развития бронетанковой техники и вооружения (БТВТ), танковой пушки в её современном понимании также не существовало, — на первые танки устанавливались либо специально модифицированные для этих целей артиллерийские орудия полевой, крепостной или малой корабельной артиллерии, либо тумбовые установки или установки вертлюжного типа с небольшими по размеру и калибру орудиями. Поэтому ещё на протяжении длительного времени после появления вращающейся башни, компоновочная схема танков предполагала её сосуществование с главными калибрами, смонтированными в корпусе.

## Конфигурация
Возможны различные варианты конфигурации стволов: во вращающейся башне внутри, снаружи башни по бокам, по бортам корпуса безбашенной техники симметрично вперёд или несимметрично в стороны.
| |  |  |
| На фото слева показано расположение стволов снаружи по бокам башни британской зенитной самоходной установки Leopard 2 Marksman, по центру — симметричное расположение стволов по бортам корпуса на немецком опытном танке VT1-2, справа — разнонаправленное расположение стволов с правого борта британского серийного танка Mk IV |  |  |

## Прототипы и проекты
Ниже описаны разработки танков, самоходных артиллерийских установок и другой бронетехники многоствольной компоновки в разных странах, на различных исторических этапах.

### СCСР
Многоствольная компоновка была основой ряда предвоенных проектов и проектов начального периода войны, таких как тяжёлая самоходно-артиллерийская установка КВ-7, разработанная Ж. Я. Котиным в двух варианта исполнения (первый вариант — с одной 76,2-мм и двумя 45‑мм пушками, и второй вариант — с двумя 76,2-мм пушками). На завершающем этапе войны В. А. Ганиным был разработан проект тяжёлого танка СТ-2 под две 100-мм или 122-мм пушки, который не вышел за пределы чертежей. Среди корифеев советского танкостроения послевоенного периода, идея применения двухпушечной (как вариант) вращающейся танковой башни с калибром пушек 122 или 130 мм была элементом танка предельных параметров (ТПП), — концепция которого принадлежит Н. Ф. Шашмурину, — что вполне сочеталось с основным замыслом конструктора, а именно, обеспечением создаваемого им танка максимально возможной огневой мощью. Противоположная ей концепция основного танка предусматривала, наоборот, стремление к удешевлению и упрощению производства в ущерб боевым возможностям единиц бронетехники, что в целом соответствовало марксистско-ленинской доктрине в части обороны социалистического отечества и основным принципам советской политэкономии в сфере формирования бюджета на нужды оборонно-промышленного комплекса, в особенности тем экономическим реформам, которые имели место в тот самый период, когда Н. Ф. Шашмуриным была предложена идея танка предельных параметров. При этом, конструктор понимал все сложности, связанные с принятием и постановкой на вооружение такого рода нововведения и предложенная им идея предполагала компромиссное решение в виде одновременного сосуществования в вооружённых силах двух типов танков — массового ОБТ и малосерийного ТПП. Тем не менее, проект был отвергнут и в таком виде. Именно соображения экономического характера вкупе со сложностью эксплуатации и обслуживания, а вовсе не оригинальность конструкторского замысла, стали одной из основных причин того, что данный проект не получил поддержки правительственных инстанций

### США
В США проекты многопушечных танков (англ. multibarrel tank, double-barrel tank или twin-barrel tank) практически не выходили за пределы чертежей и патентов. Одним из немногих исключений, воплощённым в металле и изготавливавшимся серийно, был средний танк MTLS-1G14 со спаренной 37-мм автоматической пушкой, выпускавшийся компанией Marmon-Herrington на экспорт в начале 1940-х гг. (заказчиком выступала Голландия, — Государственная комиссия по закупкам вооружений Голландии изначально разместила заказ на 120 машин, из которых в итоге закуплено было только 20, — эти танки планировалось поставить на вооружение колониальных частей в Голландской Ост-Индии). Как сообщалось журналом Popular Science в начале войны, неназванное машиностроительное предприятие в Лос-Анджелесе занялось изготовлением экспериментального двухорудийного бронеавтомобиля береговой обороны под названием «Мобильная огневая точка — крепость» (Mobile Pill-Box Fortress) со 152-мм орудиями береговой артиллерии. Данные работы были актуальными для подогретого слухами американского общественного мнения в свете широко тиражируемых печатью гипотез о потенциальной японской военной агрессии на Тихоокеанском побережье США в форме морской десантной операции или рассредоточенных действий диверсионных подразделений и отдельных морских диверсантов. В качестве заказчика опытно-конструкторских работ выступало Министерство обороны США, которое предполагало поставить бронеавтомобиль на вооружение Армии США (части береговой охраны находились в структуре Министерства финансов США, вне прямого подчинения военного ведомства). Из журнальной публикации известно, что машина проходила войсковые испытания, однако более подробных данных об их результатах практически нет

### Третий рейх
Проект сверхтяжёлого танка Landkreuzer P. 1000 Ratte с двумя 283-мм корабельными орудиями SKC/34 в качестве основного вооружения был предложен 23 июня 1942 г. на рассмотрение Рейхсканцлеру А. Гитлеру немецким (а ранее советским) конструктором Э. Гротте. Несмотря на одобрение фюрера, проект был отменён в начале 1943 г. Рейхсминистром вооружений А. Шпеером, до постройки опытного прототипа. В категории средних танков многоствольную компоновку имели отдельные модели танка Neubaufahrzeug с 75-мм танковой пушкой KwK L/24 и 37-мм танковой пушкой KwK L/45, разработанного инженерами компаний Rheinmetall AG и Krupp GmbH, выпущенного не более чем в пяти экземплярах и получившего отрицательные отзывы немецких военных во время войсковых испытаний, но ставшего успешным проектом имперской пропаганды.

### Франция
В начале 1980-х гг. американо-французский консорциум Thomson-CSF разработал универсальную башню Sabre с 30-мм двуствольной пушкой для установки на бронетехнику различного класса и назначения, а также универсальную башню Sylac с 20-мм двуствольной пушкой для лёгкой бронетехники, которая нашла себе применение на колёсных бронетранспортёрах P6R.

### ФРГ
В годы Холодной войны Федеративная Республика Германия была одним из мировых лидеров по количеству опытных танков многоствольной, преимущественно двуствольной компоновки, которые разрабатывались и создавались в 1970-е и 1980-е гг. в порядке строгой секретности, среди них наиболее известным на сегодняшний день является проект безбашенного танка с казематной установкой вооружения (нем. Doppelrohr Kasemattpanzer), реализованный в металле под индексом VT1.

## Целесообразность
Под проекты бронетехники многоствольной компоновки подводились различные обоснования, отталкивающиеся, в первую очередь, от необходимости повышения огневой мощи при сохранении или незначительном увеличении габаритно-технических характеристик бронетехники, в первую очередь основных и тяжёлых танков, — таким образом предполагалось решить задачу повышения боевой эффективности техники при сохранении большей части производственной базы, без необходимости фундаментальной перестройки производственных мощностей, смены набора технологических операций и материально-технической базы, поэтому в большей части проектов танков многоствольной компоновки конструкторами за основу были взяты шасси, корпус и пушки от серийных образцов (советские многоствольные танки предвоенного периода — на шасси танков КВ, послевоенного — на шасси танков ИС, западногерманские модели послевоенных лет — на шасси танка Leopard 2 и т. д.), коренной модификации подвергалась, главным образом, башня и узлы её крепления.

## Обоснование
Важным элементом подведения теоретической базы под необходимость и целесообразность дальнейшего развития того или иного направления разработки вооружения и военной техники (ВВТ) на этапе защиты аванпроектов и проектов, является её математическое обоснование. Для того, чтобы приблизительно представлять себе аргументацию теоретиков применения многоствольной компоновки бронетехники, необходимо рассмотреть выдвигаемые ими доводы в разрезе зависимости боевой эффективности единицы бронетехники (танка, самоходной артиллерийской установки) от её многоствольности. В наиболее общем плане, зависимость огневых возможностей единицы бронетехники от количества стволов основного вооружения можно упрощённо представить следующим образом:
| {\displaystyle \Theta _{\text{ед. БТВ}}={\color {ForestGreen}n}\left({\frac {{\frac {\Theta _{\text{о.в.}}}{\sqrt[{x}]{\gamma \times l}}}\times \left({\frac {L_{\text{в.п.}}^{\circ }}{\mathrm {d} _{\text{с}}}}\times {\frac {L_{\text{г.п.}}^{\circ }}{\mathrm {d} _{\text{п.б.}}}}\right)}{{\frac {\mathrm {T} _{\text{н}}}{e_{\text{от}}^{~\lambda }}}\times {\frac {\tau _{\text{min}}}{\frac {e_{\text{ос}}^{~\lambda }}{\color {ForestGreen}n}}}}}\right)^{\delta }+{\frac {\Theta _{\text{д.в.}}^{\delta }}{\sqrt[{x}]{\gamma \times l}}}} , |

где {\displaystyle \Theta _{\text{ед. БТВ}}} — совокупные огневые возможности единицы бронетехники с боеготовым экипажем;
{\displaystyle {\color {ForestGreen}n}} — количество стволов;
{\displaystyle \Theta _{\text{о.в.}}} — огневая мощь основного вооружения, — условной танковой пушки или орудия, — как уравнение его огневых характеристик (эффективности стрельбы, вероятности поражения цели с первого выстрела и ряда других);
{\displaystyle \Theta _{\text{д.в.}}} — огневая мощь дополнительного вооружения (пулемётов, противотанковых управляемых ракет и т. д.);
{\displaystyle \mathrm {T} _{\text{н}}} — неполный цикл стрельбы, от момента выстрела танковой пушки или орудия до приведения его в готовность к повторному обстрелу цели, что включает в себя время на перезаряжание и корректировку;
{\displaystyle \tau _{\text{min}}} — минимальный интервал времени между раздельными выстрелами многоствольной единицы бронетехники, обусловленный вибрацией во время выстрела и необходимостью корректировки стволов перед повторным выстрелом (в случае стрельбы залповым способом близок, но не равняется нулю);
{\displaystyle e_{\text{ос}}} — коэффициент вероятности осечки и других задержек при стрельбе из условной танковой пушки или орудия;
{\displaystyle e_{\text{от}}} — коэффициент вероятности отказа, несрабатывания или неудовлетворительного срабатывания автомата заряжания по техническим причинам (неисправность, заедание, заклинивание, утыкание и так далее);
{\displaystyle L_{\text{в.п.}}^{\circ }} — величина сектора обстрела в вертикальной плоскости, как разница между граничными углами возвышения ствола (вверх и вниз относительно линии горизонта);
{\displaystyle L_{\text{г.п.}}^{\circ }} — максимальный угол разворота башни в горизонтальной плоскости (от ≈0°, но ≠0° для безбашенной техники или башенной техники с неподвижно смонтированной башней до 360° для башенной техники с круговым вращением башни);
{\displaystyle \mathrm {d} _{\text{п.б.}}} — диаметр погона башни, как ширина оси вращения пушки или орудия (для техники с зафиксированным вооружением это будет её полная длина, от кормы корпуса до дульного среза ствола);
{\displaystyle \mathrm {d} _{\text{с}}} — длина ствола пушки или орудия вместе с дульными насадками;
{\displaystyle \gamma } — величина погрешности прицельных приспособлений и измерительных приборов;
{\displaystyle l} — расстояние до цели;
{\displaystyle x} — степень видимости, как уравнение факторов, ограничивающих или расширяющих нормальный обзор цели и сектора обстрела, начиная от единицы, то есть от видимости близкой к абсолютной, до нуля, то есть нулевой видимости;
{\displaystyle \lambda } — степень пригодности к эксплуатации элементов механической или электромеханической цепи стрельбы (изношенности деталей спускового механизма, казённой части) и перезаряжания (автомата заряжания), а также отсутствия дефектов у боеприпасов, рассчитываемые отдельно, по совокупности эксплуатационно-технических параметров;
{\displaystyle \delta } — степень индивидуального мастерства стрелка, как уравнение его личных качеств (боевого опыта, зоркости, меткости, быстроты реакции) и уровня огневой подготовки.
Как видно из представленной формулы, собственные огневые возможности многоствольной бронетехники, при условии видимости, превышающей нулевую, одинаковой квалификации стрелков, одинакового дополнительного вооружения и без учёта привлечённых огневых средств (артиллерии и авиации), всегда превышают таковые у конвенциональной.

## Достоинства
Живучесть стволов
На значение живучести ствола танковой пушки или орудия влияет целый ряд факторов, от которых напрямую зависят огневые возможности данной единицы бронетехники, например, резко снижают живучесть стволов увеличение мощности используемых боеприпасов и начальных скоростей снарядов; рифление (нарезка) ствола с целью придания снаряду вращательного движения с числом оборотов, достаточным для стабилизации его в полёте. Достоинством многоствольной компоновки является то, что при аналогичном количестве выстрелов, значение коэффициента износа канала ствола сокращается кратно, пропорционально увеличению количества стволов. Это имеет важное значение не только в практике боевого применения конкретных образцов бронетехники, но и при подготовке командиров танков и боевых машин, наводчиков и смежных воинских специальностей, когда требуемый настрел в расчёте на человека может превышать несколько сотен выстрелов.
Надёжность
В случае выхода из строя танковой пушки или её отдельных узлов, которые делают невозможным практически дальнейшее её использование по назначению и при отсутствии дополнительного вооружения, такого как противотанковые управляемые ракеты внешнего пуска (так как ракеты ствольного пуска так же становятся бесполезными), танк из категории бронетанкового вооружения (БТВ) переходит в категорию бронетанковой техники (БТТ) и фактически перестаёт быть танком до момента устранения неисправности, либо замены вышедшей из строя пушки на исправную. У многоствольных единиц бронетехники эта проблема решается за счёт равномерного распределения нагрузки, возросшей в результате выхода из строя одного из стволов, на оставшиеся исправные стволы, если только механизм подачи боеприпасов не синхронизирован на все стволы одновременно или последовательно и не имеет заложенной в него конструкторами возможности селективного (выборочного) распределения.
Пристрелка
Научно-технический прогресс в сфере разработки и создания оптико-электронных прицельных приспособлений и целеуказателей, электронно-вычислительных и измерительных приборов, а также приборов управления огнём, оснащённых разнообразными механизмами стабилизации поля зрения в обеих плоскостях, позволил значительно повысить эффективность стрельбы из основного ствольного вооружения и увеличить вероятность поражения цели с первого выстрела. Тем не менее, до сих пор, самым надёжным способом достижения гарантированной вероятности поражения цели на поле боя является пристрелка по цели в боевой обстановке, либо пристрелка местности в обороне, если обстановка позволяет подготовиться к оборонительному или встречному бою. Большим подспорьем для стрелка в этом деле является пристрелочный пулемёт, позволяющий эффективно пристрелять цель на расстояниях, не превышающих дальность прямого выстрела, радиус пристрелки из которого, однако, ограничен мощностью пулемётного патрона, которая существенно уступает мощности боеприпаса танковой пушки. Наличие двух и более стволов, позволяет осуществить пристрелку непосредственно из вооружения того же калибра, из которого предполагается затем открыть огонь на поражение. Кроме того, в условиях современного скоротечного общевойскового боя, маловероятно что цель на поле боя позволит осуществить по себе как следует пристрелку и не предпримет каких-либо контрмер, поэтому первый выстрел может стать последним. В этом отношении, многоствольная компоновка позволяет воспользоваться результатами пристрелки (или продолжить её при наличии более двух стволов) сразу же, а не дожидаться окончания перезарядки, как этого требует конструкция конвенциональной бронетехники.
Вероятность поражения цели
Пропорционально увеличению количества стволов возрастает вероятность поражения цели за один и тот же период времени, требуемый для поражения цели одноствольной единице бронетехнике, что достигается за счёт сокращения интервала между выстрелами, соответственно которому снижается время, необходимое противнику чтобы успеть своевременно среагировать на угрозу, принять контрмеры, открыть ответный огонь, занять укрытие или уйти за пределы сектора обстрела.
Залповый огонь
Наличие двух и более основных ствольных вооружений (пушек или орудий) позволяет вести залповый огонь по цели, увеличивая вероятность её поражения с первого выстрела, что, однако, увеличивает нагрузку на конструкцию танка, в особенности, на стыке башни и корпуса, создавая динамические нагрузки, кратно превышающие нагрузки при выстреле из одного ствола.

## Недостатки
Нагрузка на конструкцию
Единовременная или слишком быстрая последовательная стрельба из двух и более стволов создаёт повышенную нагрузку на конструкцию бронетехники, тем большую, чем ближе их расположение и мощность используемых боеприпасов. Для залповой стрельбы, за счёт явления резонанса, это значение выше, чем для последовательной стрельбы из того же количества стволов.
Производственные трудности

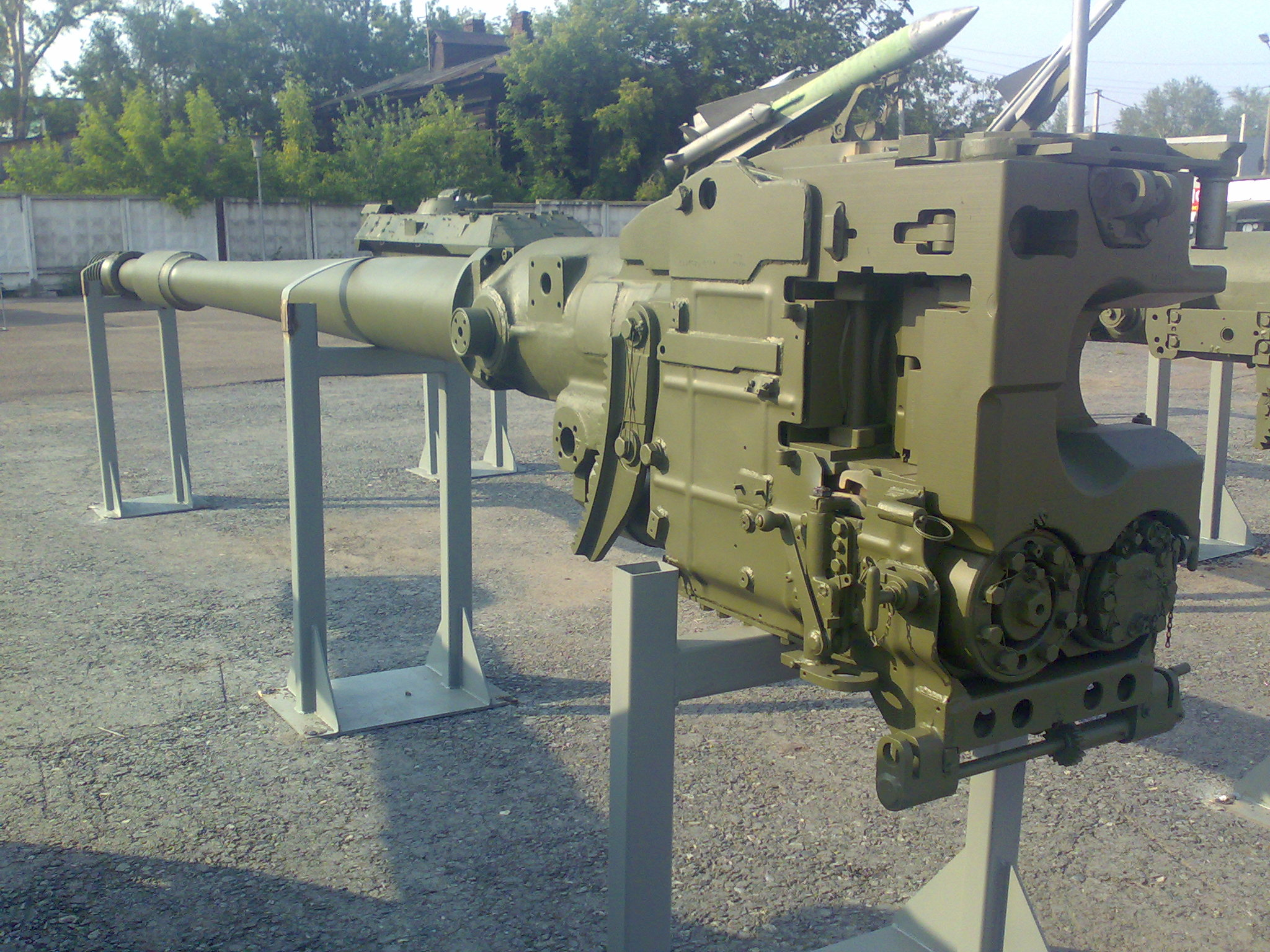
Танковая пушка является одним из наиболее сложных в производственном отношении элементов танка, чтобы обеспечить ею войска в требуемом количестве, в ограниченные сроки

Несмотря на некоторые преимущества многоствольных орудийных систем, описанные выше, на пути оснащения ими войск в достаточном количестве возникают трудности производственного характера, так как, во-первых, предстоит увеличить нагрузку на производственные мощности и персонал промышленных предприятий, занимающихся выпуском орудийных и пушечных стволов, во-вторых, предусмотреть увеличение износа основных фондов, так как нагрузка возрастёт не только на персонал, но и на оборудование, что потребует его капитального ремонта и замены различных деталей раньше обычного срока, в-третьих, запланировать в смете дополнительные расходы на кратно возросшую стоимость производства ствольных вооружений, причём для отдельных статей расходов, таких как заводской брак, эти показатели будут многократно выше стандартных, пропорционально нормальному объёму брака при производстве, в-четвёртых, производство стволов является одним из самых ответственных по степени своей сложности этапов полного производственного цикла танкостроения, и если изготовление других узлов и агрегатов бронетехники позволяет допущение относительного разброса качества готовых деталей, обусловленного менее строгими требованиями к готовой продукции и, как следствие, снижения объёма выбраковки, то совокупность технологических процессов и операций при изготовлении ствольных танковых вооружений требует особых навыков и квалификации, так как к готовой продукции предъявляются предельно строгие требования. Кроме того, если подготовка технических кадров для производства подвески, корпуса, приводов и другого оборудования позволяет применять стандартизированные методики подготовки, более того, благодаря более широкому внедрению средств автоматизации производства, часть технологических процессов может осуществляться на полностью автоматизированном производстве, то изготовление ствольных вооружений для бронетехники, как в части предварительной обработки орудийного металла под заготовки для стволов, так и в части сверления стволов, требует особой квалификации, которая не может быть достигнута иначе, как в результате многолетней работы. Поэтому, опытные мастера-оружейники, занимающиеся изготовлением стволов для танковых пушек и орудий — это, в сущности, штучные специалисты, увеличение штата которых за счёт привлечения молодых специалистов, даже если и решит задачу выполнения производственного плана в срок, тем не менее, не обеспечит качества продукции, выпускаемой в требуемых объёмах, что не сможет не отразиться на результатах боевого применения этого вооружения, безусловно, в худшую сторону.